# Colegiata de Santa María (Junquera de Ambía)
La antigua Colegiata de Santa María la Real de Junquera de Ambía, hoy ex-colegiata, es una iglesia católica, que fue monasterio y en su momento, colegiata. Se encuentra en la localidad de Junquera de Ambía, provincia de Orense. Catalogada como monumento nacional desde el 3 de junio de 1931. 

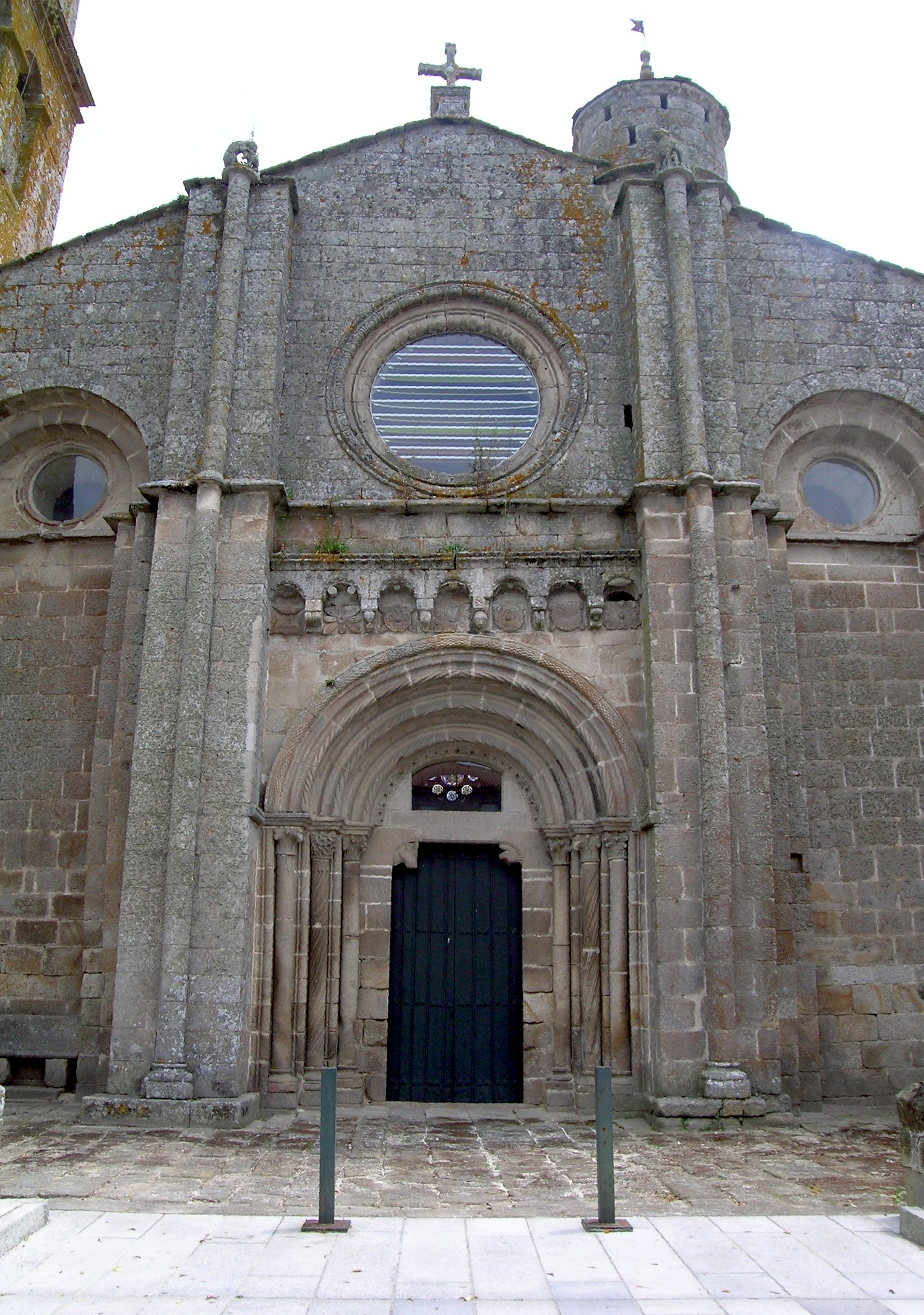
Fachada occidental de la Colegiata de Junquera de Ambía.

## Arte

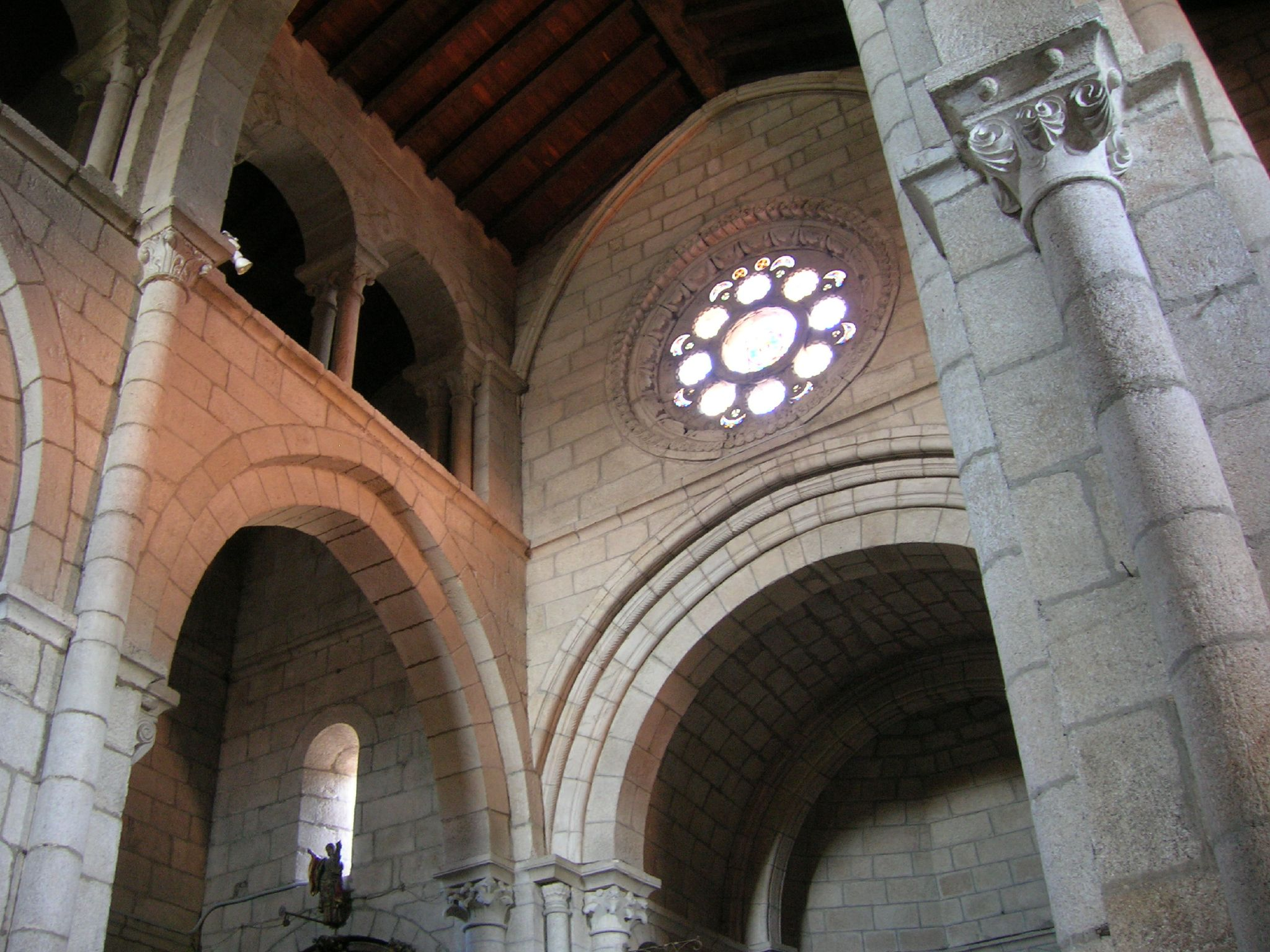
Interior de la iglesia

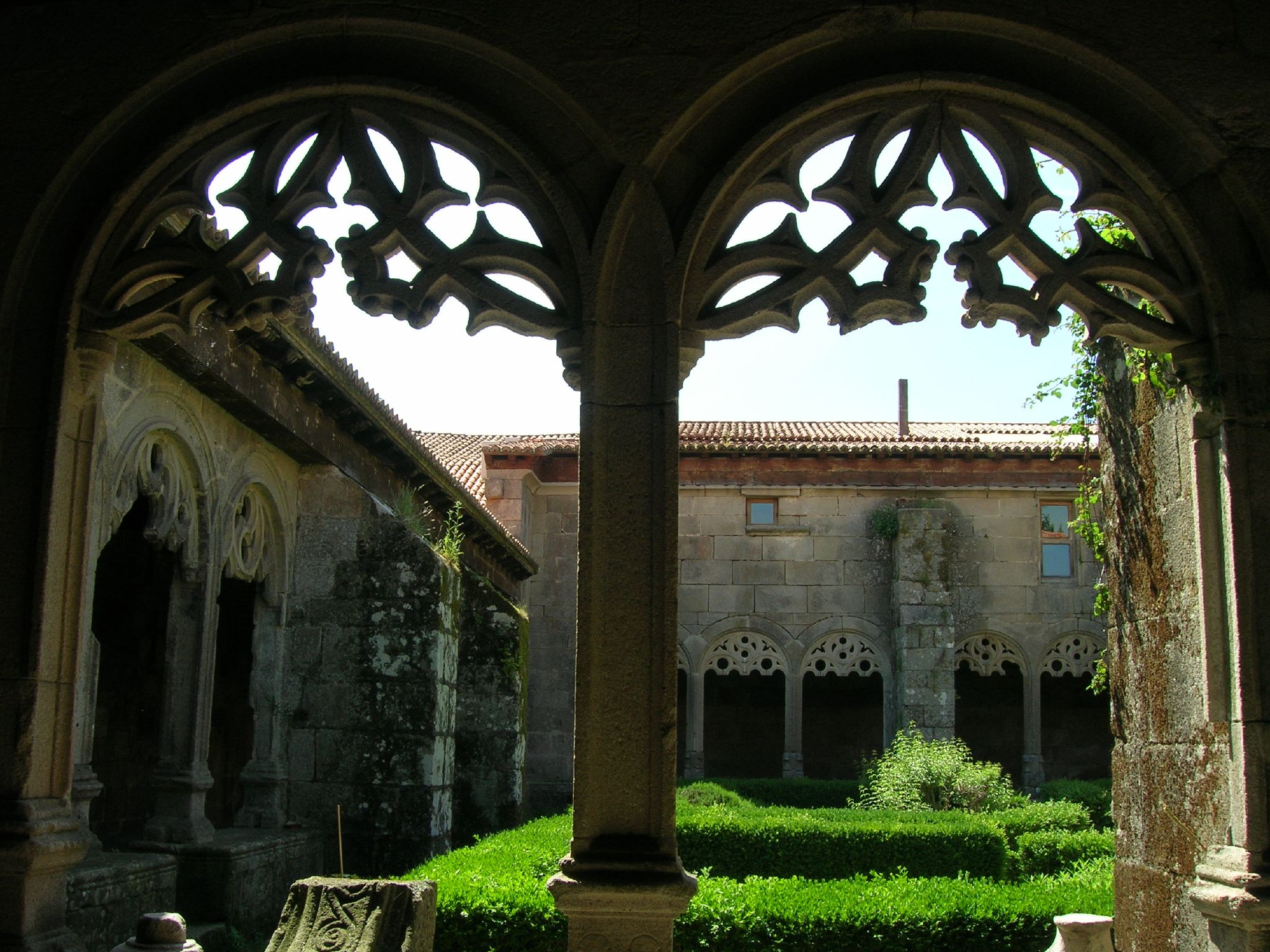
Claustro de la Colegiata.

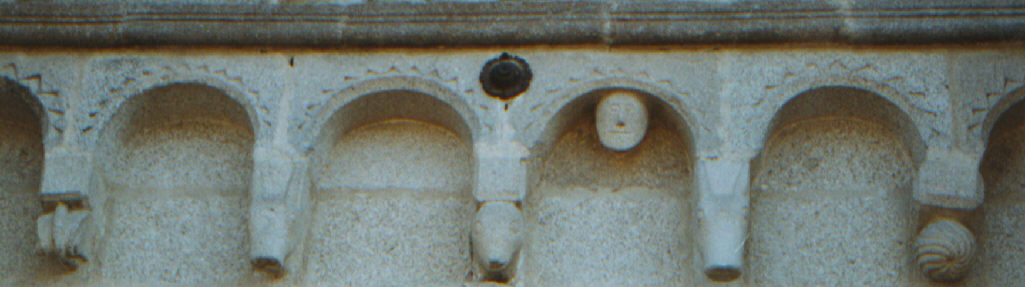
Detalle de la cornisa de una portada

Se crea la iglesia en estilo románico en la segunda mitad del siglo XII. Planta basilical, con 3 ábsides en la cabecera y con tres naves, de cubierta única a dos aguas. Techo de madera en las naves apoyado en arcos transversales apuntados, que arrancan de medias columnas adosadas a pilares cuadrados. Falso triforio sobre columnas gemelas. En la fachada oeste se adivina la estructura de tres naves por la existencia de dos contrafuertes. Se pueden apreciar capiteles colgando sin columnas. Se accede a la iglesia por las portadas románicas de las fachadas oeste y norte. En la portada oeste hay que destacar dos figuras: un buey, que representaría la servidumbre y un león, que representaría el poder de los señores. El león bien podría ser un jabalí. La sacristía está cubierta con bóveda gótica. A la torre románica adosada al costado norte de la fachada occidental, se le añadió en 1770 un nuevo cuerpo de campanas, que se completó con una cúpula, obra del maestro de Allariz, Cayetano Costa.
En su interior se pueden encontrar manifestaciones artísticas románicas, góticas, renacentistas y barrocas. Un altar menor es presidido por una obra escultórica de Santa Ana, la Virgen y el niño Jesús. En un lateral se encuentra su mejor retablo, de estilo flamenco-renacentista, en el que destacan los 12 bajorrelieves que representan escenas de la vida de la Virgen. 
Su órgano ibérico, de catorce registros, es del año 1758 y está situado en un lateral de la iglesia. Es el tercero de que dispuso la colegiata. Está en uso pero solo se toca en ocasiones excepcionales.
El claustro actual data de principios del siglo XVI. Las galerías cubiertas están limitadas hacia el patio por una arcada, formada por un solo cuerpo que conserva gran parte de su tracería gótica tardía. Patio ajardinado y fuente central. El claustro y la iglesia sirvieron de lugar de enterramiento hasta la primera mitad del siglo XX. Contienen unas cuantas tumbas de tipo arcosolio fechadas desde la Edad Media hasta el siglo XIX.

## Historia del priorato e iglesia-colegiata
El origen del conjunto monumental se pierde en el tiempo. La tradición cuenta que allá por el siglo IV se encontró casualmente una imagen de la Virgen en el lugar de la laguna llamada Juncaria. Levantaron allí una pequeña capilla que se ganó la devoción popular. Después de la ermita, a lo largo de los siglos, hubo un primer monasterio de iniciativa familiar, luego un simple monasterio, y un Priorato de canónigos regulares de San Agustín con su Iglesia-Colegiata. Todo ello propició la existencia de la actual parroquia y del mismo municipio de Junquera de Ambía. 
Hacia el año 955, la ermita-capilla se constituye como pequeño monasterio fundado por Gonzalo Froila y su mujer Ilduara, parientes de San Rosendo, al que acompañan propiedades en sus tierras del señorío de Ambía. El Señorío y Priorato de Junquera de Ambía, de patronato Real, es creado en 1150 por el rey-emperador Alfonso VII (Privilegio Real), quien dona la mitad del coto de Junquera de Ambía a la Colegiata de Santa María del Sar, en Santiago de Compostela, y entrega las tierras y monasterio a los Canónigos regulares de la Orden de San Agustín. Es el punto de partida del su crecimiento en tierras y privilegios, gracias a las donaciones de particulares. El priorato lo componían el Prior y siete Canónigos prebendados. La Colegiata se encuentra en uno de los caminos de Santiago, el llamado “Camino de la Plata”, que aprovecha la antigua calzada romana próxima a Junquera. Los peregrinos, que hicieron del lugar un punto obligado de visita, por la devoción a la Virgen de Junquera, y de paso descansaban. Es en el siglo XII cuando se erige la Iglesia. Fue consagrada por el obispo de Orense, Don Pedro Seguín, el 2 de junio de 1164, y en presencia del rey Fernando II de Castilla sin estar terminada aún en los arcos formeros, rosetón y techo.
En el siglo XVI cuando los priores Alonso de Piña y Martín de Córdoba, aprovechando las rentas y riqueza del priorato, proceden a construcciones y reformas que dieron al conjunto su actual estructura. Con don Alonso de Piña (1513-1544) se reedifica la Iglesia, se construye el claustro, la nueva casa prioral, un hospital para pobres y peregrinos, y se añaden a la iglesia el retablo renacentista, el coro y el órgano. De su época es el gran archivo documental que todavía se conserva en el pazo prioral. La villa de Junquera de Ambia le considera su fundador porque permite y autoriza la llegada de nuevos vecinos así como la construcción de viviendas aledañas al conjunto monástico.  
En la segunda mitad del siglo XVI, la cuestión del patronato Real dio lugar a un largo pleito entre Felipe II y el Prior y Canónigos de Junquera de Ambía, que fue resuelto a favor rey. Felie II nombra y envía en 1594 al prior Don Martín de Córdoba (1594-1620). Tras visitar todas las propiedades de la jurisdicción prioral, revisar los foros, crear otros, además de las cartas de donación, privilegios, etc. confecciona un exhaustivo inventario reflejado en un tumbo. Procedió entonces a reparar la Iglesia Colegiata y la sacristía, construyó el arco de entrada al patio del pazo prioral y añadió el nuevo edificio, “la Panera”, que serviría de almacén de las rentas del Priorato. Funda obras pías en favor de doncellas huérfanas y pobres, estudiantes necesitados. A sus fundaciones, la iglesia y el cabildo les dotó con varias rentas según su testamento. Cuando fue promovido a Comisario General de la Cruzada y consejero del Reino de España por el Rey Felipe III, marchó a Madrid, pero no abandonó el cargo de Prior. Después de él los priores no residieron en los pazos priorales, que fueron alquilados a los Administradores y Alcalde Mayor.
En tiempos del rey Felipe III, el Priorato es anexionado a la recién creada diócesis de Valladolid por bula de Clemente VIII de 1602, no sancionada hasta 1619 por Pablo V. Los obispos de Valladolid pasan a ser los nuevos priores y señores del Priorato de Junquera de Ambia, dueños directos de las tierras que detentaban el poder jurisdiccional sobre sus habitantes y percibían las rentas y derechos señoriales de vasallaje. Téngase en cuenta las buenas rentas que daba el priorato de Junquera de Ambia para contribuir al sustento del obispado vallisoletano. Todo esto dio lugar a discordias y pleitos. No obstante, el poder canónico de los obispos de Orense limitaban el mando eclesiástico vallisoletano sobre el priorato. 
La decadencia final llegó en el siglo XIX, cuando el priorato es afectado por la extinción de los señoríos decretada en 1811 por las Cortes de Cádiz, y luego por las distintas leyes desamortizadoras del siglo XIX. El señorío y Priorato desaparecen tras la desamortización de Mendizábal en 1837. Sus propiedades y bienes, hasta entonces procedentes de "manos muertas", se adjudican a la Nación Española, excepto la Iglesia Colegiata y las casas del párroco con sus huertas y jardines adyacentes, los únicos bienes que hoy son propiedad eclesiástica. El 31 de marzo de 1853 D. Luis de la Lastra y Cuesta, obispo de Orense, decreta reducir la iglesia colegiata de Junquera de Ambia a parroquia de término. No obstante, la nueva parroquia es de primera categoría pues su plantilla incluía abad párroco, ecónomo, coadjutor, beneficiados y sacristán, aunque se extinguió el cabildo colegial (la colegiata). El obispo Pascual Carrascosa mandó construir, a principios del siglo XX (1902-1906), la Casa Episcopal de Junquera que ocuparon primero los Hermanos de las Escuelas Cristianas que proporcionaron al pueblo un período de florecimiento cultural. Después, en 1928, se cede a la Orden Mercedaria, que dirigió la parroquia hasta noviembre de 2003.